# راكيل باروس
راكيل باروس (بالإسبانية: Raquel Barros)‏ هي عاملة تشيلية في التراث الشعبي، ولدت في 2 ديسمبر 1919 في سانتياغو في تشيلي، وتوفيت في 11 أغسطس 2014.